# Adelaide de Narbona
Adelaide (em latim: Adelaiz) foi uma nobre do século X. Filha de pais incertos, casou com Matefredo, filho do visconde de Narbona Odão e sua esposa Riquilda. Com seu esposo, gerou Raimundo I, o arcebispo Armengol e Traudegarda, que possivelmente se tornou abadesa, se assumido que respeitou o desejo de sua mãe registrado em testamento. No ano de 952, num documento de de 10 de novembro, ocorreu a primeira menção ao casal nas funções viscondais. Antes disso, em 946, o suposto irmão de Matefredo, Maiol II, era visconde,  e antes disso quem já detinha o título era Riquilda, uma vez que seu marido faleceu e seus filhos eram menores de idade. No dito documento de 952, o casal apareceu comprando uma propriedade rural (vila).
Em 966, Adelaide acompanhou o marido numa peregrinação para Roma e eles deixaram um testamento no qual registram que legaram posses na Septimânia e Aquitânia, inclusive um alódio que pertenceu à defunta Riquilda. O marido faleceu em algum momento entre 966 e 969. Em 969 e 972, reapareceu como testemunha em dois processos legais, junto de sua cunhada Garsinda, à época viúva do conde de Tolosa Raimundo III. Na execução do testamento do arcebispo Emérico de junho de 977, os seus varões, Raimundo e Armengol, apareceram, respectivamente, como visconde e arcebispo, enquanto continuou sendo designada viscondessa. Escreveu seu testamento duas vezes, em outubro de 978 e depois de 28 de março de 990, quando fez arranjos sobre uma vasta propriedade rural (vilas). Em 1 de abril de 990, oficialmente legou o viscondado a seu filho Raimundo, apesar dele já ser tecnicamente visconde desde 977.